# La Tinajera
La Tinajera är en ort i Mexiko.   Den ligger i kommunen Degollado och delstaten Jalisco, i den centrala delen av landet, 300 km väster om huvudstaden Mexico City. La Tinajera ligger 1 739 meter över havet och antalet invånare är 183.
Terrängen runt La Tinajera är kuperad norrut, men söderut är den platt. Runt La Tinajera är det ganska tätbefolkat, med 70 invånare per kvadratkilometer. Närmaste större samhälle är Degollado, 4,0 km öster om La Tinajera. I omgivningarna runt La Tinajera växer huvudsakligen savannskog.